# Wahlkreis Dumfries and Galloway
| Dumfries and Galloway       |
| --------------------------- |
| Dumfries and Galloway       |
| Gebildet                    |
| 2005                        |
| Abgeordneter                |
| Alister Jack (Conservative) |
| Regionen                    |
| Dumfries and Galloway       |

Dumfries and Galloway ist ein Wahlkreis für das Britische Unterhaus. Er wurde im Zuge der Wahlkreisreform 2005 aus dem vormaligen Wahlkreis Galloway and Upper Nithsdale sowie Teilen von Dumfries geschaffen. Dumfries and Galloway deckt Gebiete der gleichnamigen Council Area mit den Städten Dumfries, Kirkcudbright und Stranraer ab. Der Wahlkreis entsendet einen Abgeordneten.

## Wahlergebnisse

### Unterhauswahlen 2005
| Ergebnisse der Unterhauswahlen 2005 | Ergebnisse der Unterhauswahlen 2005 | Ergebnisse der Unterhauswahlen 2005 | Ergebnisse der Unterhauswahlen 2005 |
| Partei                              | Kandidat                            | Stimmen                             | %                                   |
| ----------------------------------- | ----------------------------------- | ----------------------------------- | ----------------------------------- |
| Labour                              | Russell Brown                       | 20.924                              | 41,1                                |
| Conservative                        | Peter Duncan                        | 18.002                              | 35,4                                |
| SNP                                 | Douglas Henderson                   | 6182                                | 12,2                                |
| Liberal Democrats                   | Keith Legg                          | 4259                                | 8,4                                 |
| Green                               | John Schofield                      | 745                                 | 1,5                                 |
| Socialist                           | John Dennis                         | 497                                 | 1,0                                 |
| Christian Vote                      | Mark Smith                          | 282                                 | 0,6                                 |

### Unterhauswahlen 2010
| Ergebnisse der Unterhauswahlen 2010 | Ergebnisse der Unterhauswahlen 2010 | Ergebnisse der Unterhauswahlen 2010 | Ergebnisse der Unterhauswahlen 2010 | Ergebnisse der Unterhauswahlen 2010 |
| Partei                              | Kandidat                            | Stimmen                             | %                                   | ±                                   |
| ----------------------------------- | ----------------------------------- | ----------------------------------- | ----------------------------------- | ----------------------------------- |
| Labour                              | Russell Brown                       | 23.950                              | 45,9                                | +4,8                                |
| Conservative                        | Peter Duncan                        | 16.501                              | 31,6                                | −3,8                                |
| SNP                                 | Andrew Wood                         | 6419                                | 12,3                                | +0,1                                |
| Liberal Democrats                   | Richard Brodie                      | 4608                                | 8,8                                 | +0,4                                |
| UKIP                                | Bill Wright                         | 695                                 | 1,3                                 | +1,3                                |

### Unterhauswahlen 2015
| Ergebnisse der Unterhauswahlen 2015 | Ergebnisse der Unterhauswahlen 2015 | Ergebnisse der Unterhauswahlen 2015 | Ergebnisse der Unterhauswahlen 2015 | Ergebnisse der Unterhauswahlen 2015 |
| Partei                              | Kandidat                            | Stimmen                             | %                                   | ±                                   |
| ----------------------------------- | ----------------------------------- | ----------------------------------- | ----------------------------------- | ----------------------------------- |
| SNP                                 | Richard Arkless                     | 23.440                              | 41,4                                | +29,1                               |
| Conservative                        | Finlay Carson                       | 16.926                              | 29,9                                | −1,7                                |
| Labour                              | Russell Brown                       | 13.982                              | 24,7                                | −21,2                               |
| UKIP                                | Geoff Siddall                       | 1301                                | 2,3                                 | +1,0                                |
| Liberal Democrats                   | Andrew Metcalf                      | 953                                 | 1,7                                 | −7,1                                |

### Unterhauswahlen 2017
| Ergebnisse der Unterhauswahlen 2017 | Ergebnisse der Unterhauswahlen 2017 | Ergebnisse der Unterhauswahlen 2017 | Ergebnisse der Unterhauswahlen 2017 | Ergebnisse der Unterhauswahlen 2017 |
| Partei                              | Kandidat                            | Stimmen                             | %                                   | ±                                   |
| ----------------------------------- | ----------------------------------- | ----------------------------------- | ----------------------------------- | ----------------------------------- |
| Conservative                        | Alister Jack                        | 22.344                              | 43,3                                | +13,4                               |
| SNP                                 | Richard Arkless                     | 16.701                              | 32,4                                | −9,0                                |
| Labour                              | Daniel Goodare                      | 10.775                              | 20,9                                | −3,8                                |
| Liberal Democrats                   | Rod Ackland                         | 1241                                | 2,4                                 | +0,7                                |
| Parteilos                           | Yen Hongmei Jin                     | 538                                 | 1,0                                 | +1,0                                |

### Unterhauswahlen 2019
| Ergebnisse der Unterhauswahlen 2019 | Ergebnisse der Unterhauswahlen 2019 | Ergebnisse der Unterhauswahlen 2019 | Ergebnisse der Unterhauswahlen 2019 | Ergebnisse der Unterhauswahlen 2019 |
| Partei                              | Kandidat                            | Stimmen                             | %                                   | ±                                   |
| ----------------------------------- | ----------------------------------- | ----------------------------------- | ----------------------------------- | ----------------------------------- |
| Conservative                        | Alister Jack                        | 22.678                              | 44,1                                | +0,8                                |
| SNP                                 | Richard Arkless                     | 20.873                              | 40,6                                | +8,2                                |
| Labour                              | Ted Thompson                        | 4745                                | 9,2                                 | −11,7                               |
| Liberal Democrats                   | McNabb Laurie                       | 3133                                | 6,1                                 | +3,7                                |